# Cat Ferguson
Cat Ferguson (født 27. april 2006 i Skipton) er en cykelrytter fra England, der kører for Movistar Team.